# ZiS-154
ZiS-154 – autobus produkowany przez firmę ZiŁ (wówczas ZiS) w latach 1946-1949. Do napędu użyto silnika R4 o pojemności 4,7 l. Moc przenoszona była na oś tylną 4-biegową manualną skrzynię biegów. Pojazd przewozić mógł 34 pasażerów na miejscach siedzących.
Wyprodukowano 1164 egzemplarze modelu.

## Dane techniczne

### Silnik
- R4 4,7 l (4650 cm³), 2 zawory na cylinder, wysokoprężny, OHV
- Układ zasilania: pompa wtryskowa
- Średnica cylindra × skok tłoka: 108,00 × 127,00 mm
- Stopień sprężania: 16,0:1
- Moc maksymalna: 110 KM przy 2000 obr./min
- Maksymalny moment obrotowy: 422 Nm

### Osiągi
- Prędkość maksymalna: 65 km/h (załadowany)
- Średnie zużycie paliwa: 40 l / 100 km

### Inne
- Promień skrętu: 10,7 m
- Prześwit: 385 mm
- Pojemność zbiornika paliwa: 270 l